# Negozio giuridico
Un negozio giuridico (o atto negoziale), secondo il diritto italiano, è un atto di autonomia privata. È una costruzione nata nella pandettistica tedesca che ha avuto un grande influsso sulla dottrina italiana.

## Classificazioni
La prima fondamentale distinzione da fare è quella che contrappone i negozi inter vivos ai negozi mortis causa:  
- negozi inter vivos, destinati ad avere effetto durante la vita dei soggetti
- negozi mortis causa, destinati a regolamentare la vicenda successoria, o a disporre per il tempo successivo alla morte del soggetto (es. testamento)

A seconda del numero delle parti coinvolte nell'accordo si distinguono:
- negozi unilaterali, manifestazione di volontà di una sola parte (es. intimazione ad adempiere; la dichiarazione di scienza non è un negozio unilaterale siccome manca la manifestazione di volontà)
- negozi bilaterali, manifestazione di volontà di due parti
- negozi plurilaterali, manifestazione di volontà di più parti (es. delegazione)

A seconda della forma si hanno:
- negozi solenni o formali, sono necessarie determinate modalità di manifestazione, pena la nullità retroattiva (es. la forma di atto pubblico, che è una forma ad substantiam per i contratti di compravendita di bene immobile)
- negozi non solenni, non sono richieste modalità particolari, ma per cui potrebbe essere necessarie una determinata modalità di manifestazione per provarne l'esistenza (forma ad probationem)

A seconda dell'oggetto si distinguono:
- negozi non patrimoniali (es. matrimonio)
- negozi patrimoniali (es. contratto)
  - negozi gratuiti
  - negozi onerosi di ordinaria amministrazione
  - negozi onerosi eccedenti l'ordinaria amministrazione

Ad esempio, il contratto, come inteso nel diritto civile italiano, è un negozio inter vivos bilaterale o plurilaterale (mai unilaterale) a carattere patrimoniale.

## Elementi del negozio giuridico
Il negozio giuridico principale è il contratto che presenta degli elementi essenziali, indicati dall'articolo 1325 del c.c., e degli elementi accidentali.
Sono elementi essenziali:
- l'accordo delle parti (se il negozio è unilaterale, serve la sola volontà unilaterale);
- la causa del negozio, ossia la funzione economico-sociale del contratto, ovvero l'insieme degli effetti giuridici prodotti dal negozio giuridico;
- l'oggetto del negozio, ossia la prestazione prevista dal negozio giuridico;
- la forma del negozio (quando questa è vincolata, ossia quando il negozio giuridico è nullo in assenza della forma prescritta dalla legge, es. atto pubblico).

Sono elementi accidentali:
- il modus o onere;
- il termine;
- le condizioni (casuale, potestativa, mista);
- la clausola penale
- la caparra

## I vizi
Il vizio del negozio giuridico è la non corrispondenza alle norme giuridiche del negozio che ne determina l'invalidità. Questa può essere più o meno grave, in relazione alla gravità del vizio cui è affetto il negozio giuridico, questo può risultare nullo o annullabile.
La mancanza di uno degli elementi essenziali del negozio giuridico ne comporta la nullità.
Un vizio dell'elemento volitivo tale però da non escluderlo ma solo da menomarlo conduce all'annullabilità.
Il negozio, invece, è inesistente quando la mancanza di un elemento essenziale esclude la stessa qualificazione giuridica del negozio.